# 翟廷峯
翟廷峯（Chak Ting Fung，1989年11月27日—），生於香港，香港足球運動員，司職右後衛，現時效力香港超級聯賽球會冠忠南區。

## 球員生涯
翟廷峯生於香港，於16歲與朋友投考流浪青年軍，為流浪自家的青訓產品，最初他在青年軍是擔任防守中場的位置，後來於2006年獲機會提升上流浪一隊後，由於隊內中場位置競爭太大，經球會總監李輝立建議後轉型右後衛。
直到2009年，翟廷峯獲時任南華足主羅傑承賞識邀請加盟，但他最終亦因上陣機會減少而婉拒，他在2010年7月代表港聯在香港大球場與英超球會伯明翰進行邀請賽，雖然港聯最終以2–3落敗，但年僅21歲的翟廷峰賽後獲時任香港隊教練曾偉忠點名稱讚，於2012年8月加盟重返甲組的標準流浪。
直到在2013年1月，南華宣布成功向標準流浪以黃展鴻交換翟廷峰加盟，於2013年9月28日以2–0擊敗晨曦的聯賽取得加盟後的首個入球，翟廷峯在2014年1月12日協助南華以2–1反勝天水圍飛馬，取得職業生涯首個錦標，直到2017年6月南華宣佈經重新檢視球隊近年發展後決定來屆退出港超聯轉戰甲組聯賽培育青年球員，而翟廷峯將於新一季離隊轉會和富大埔，並於11月26日對陽光元朗的菁英盃分組賽，取得加盟後的首個入球協助大埔最終以3–0勝出。
2018/19球季，翟廷峯作為和富大埔的主力後衛，協助球隊最後奪得該季港超聯冠軍。
2019/20球季，翟廷峯轉投香港超級聯賽球會東方龍獅。
2021/22球季，翟廷峯轉投香港超級聯賽球會冠忠南區。

## 國際賽生涯
在2009年12月於香港舉行2009年東亞運動會前夕翟廷峯因半月板受傷而被迫退隊未能進入決選名單，最終香港在互射十二碼階段以總比數5–3擊敗日本國家隊歷史性贏得國際綜合運動會足球金牌，翟廷峯在2010年3月3日首次以香港代表隊成員身份出戰對也門國家隊的亞洲盃外圍賽，直到在2013年2月26日迎戰越南的亞洲盃外圍賽獲香港隊重召。
到2017年12月，翟廷峯時隔多年再獲香港隊徵召出戰第40屆省港盃並於1月4日主場對廣東隊的首回合正選上陣至90分鐘被換出結果協助香港以2–0勝出兼五年來首度主場獲勝，可是他於作客的次回合於上半場尾段在禁區內侵犯盧琳，被球證判罰12碼，再在69分鐘被對方球員力逼下擺烏龍，雖然香港於法定時間和加時後，仍以0–2不敵廣東，但幸好兩回合合計以2–2賽和，而香港結果在互射12碼以4–2擊敗廣東，重奪失落五年的省港盃冠軍。

## 榮譽
南華
- 香港高級組銀牌冠軍（2013–14季度）
- 香港社區盃冠軍（2014、2015年）

和富大埔
- 香港超級聯賽冠軍（2018–19季度）

東方龍獅
- 香港足總盃冠軍（2019–20季度）
- 香港高級組銀牌冠軍（2019–20季度）
- 香港菁英盃冠軍（2020–21季度）

冠忠南區
- 香港菁英盃冠軍（2022–23, 2024–25）

香港代表隊
- 龍騰盃冠軍（2010、2011年）
- 港澳埠際賽冠軍（2009、2010年）
- 省港盃冠軍（2018年）

## 家庭生活
翟廷峯於2019年11月4日迎娶拍拖兩年的女友Ceci，榮升人夫。

## 外部連結
- 香港足球總會網站球員資料 （页面存档备份，存于）